# Diploradus austiumensis
Il diplorado (Diploradus austiumensis) è un tetrapode estinto. Visse nel Carbonifero inferiore (Tournaisiano, circa 350 - 355 milioni di anni fa) e i suoi resti fossili sono stati ritrovati in Scozia.

## Descrizione
Questo animale è noto solo per alcuni fossili frammentari, tra cui un cranio parziale e una mandibola. L'aspetto non è noto (può darsi che fosse simile a una salamandra), ed è probabile che l'intero animale fosse lungo meno di 20 centimetri; la mandibola era lunga circa 3 centimetri. Poiché le ossa sono molto sottili, si suppone che appartenessero a un esemplare giovane. Diploradus possedeva una mandibola dotata di una doppia fila di denticoli disposti irregolarmente lungo le ossa coronoidi, circa 50 denti sull'osso dentale e una zanna di grosse dimensioni su ogni ramo mandibolare. Le ossa parietali erano corte, e il forame pineale era posto anteriormente. Tra i caratteri derivati si ricordano lo jugale profondamente inciso con una barra suborbitale stretta, un parasfenoide con una porzione posteriore allargata e appiattita e dotata di proiezioni laterali, il processo cultriforme piatto e stretto. Alcune caratteristiche arcaiche includono la fossa per l'adduttore disposta dorsalmente, la piastra adsinfisale forse priva di dentatura e un palato dotato di denticoli vicinissimi tra loro. Lo pterigoide era largo ed erano presenti elementi iobranchiali ossificati. Le ornamentazioni delle ossa dermiche del cranio erano irregolari sul tetto cranico e costituite da creste sullo squamoso e sul quadratoiugale.

## Classificazione
Diploradus austiumensis venne descritto per la prima volta nel 2016, sulla base di fossili ritrovati nella zona di Burnmouth Ross in Scozia, in terreni risalenti al Carbonifero inferiore. Diploradus è noto solo tramite resti frammentari, ma analisi cladistiche indicano che questo animale potrebbe aver occupato una posizione evolutiva intermedia tra i watcheeriidi (arcaici tetrapodi carboniferi) e forme successive come i colosteidi, i bafetoidi, i temnospondili e i rettiliomorfi. Diploradus potrebbe essere stato strettamente imparentato con l'altrettanto enigmatico Sigournea.